# Aufseß (ród szlachecki)

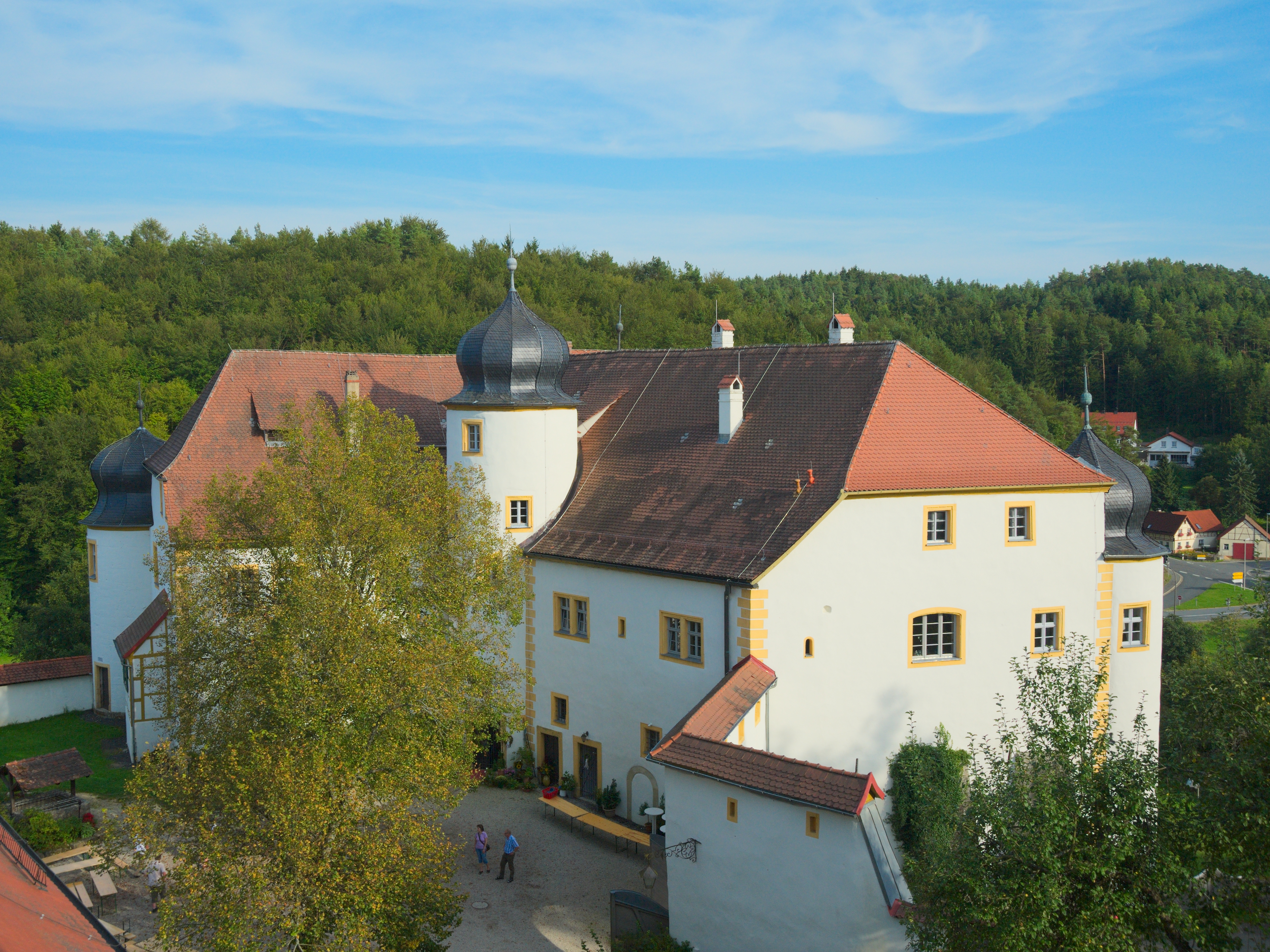
Zamek Unteraufseß

Aufseß – ród szlachecki, pochodzący z Górnej Frankonii, z Bawarii, w Niemczech.
Pierwszym wzmiankowanym przedstawicielem rodu był Herolt de Ufsaze w 1114. Jednak bezpośrednim założycielem rodu był Otto von Aufseß, wymieniany pod koniec XIII w. Siedzibą rodziny był zamek Unteraufseß.
Ród posiadał w Szwajcarii Frankońskiej kilkanaście zamków, w tym Unteraufseß, Wüstenstein, Freienfels, Oberaufseß, Höchstaufseß, Königsfeld, Truppach, Veilbronn oraz Wolkenstein.
Od XVII w. uzyskiwali tytuły grafów. Podzielili się na dwie linie: Unteraufseß i Oberaufseß. Przedstawiciele rodu byli zarówno katolikami, jak i luteranami.

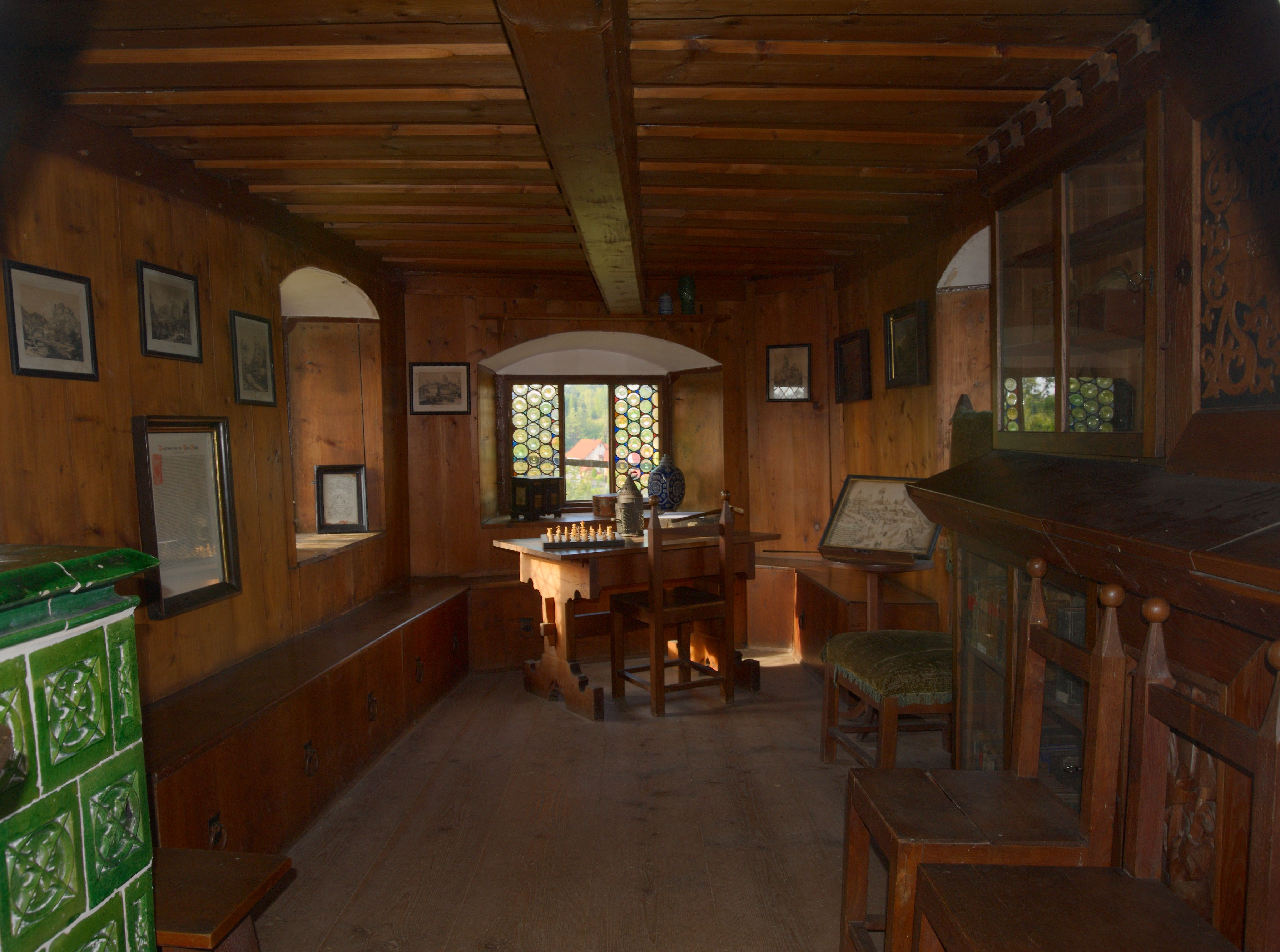
Studia-pokojowe od Hans von Aufseß w domu Meingoz, zamek Unteraufsess"

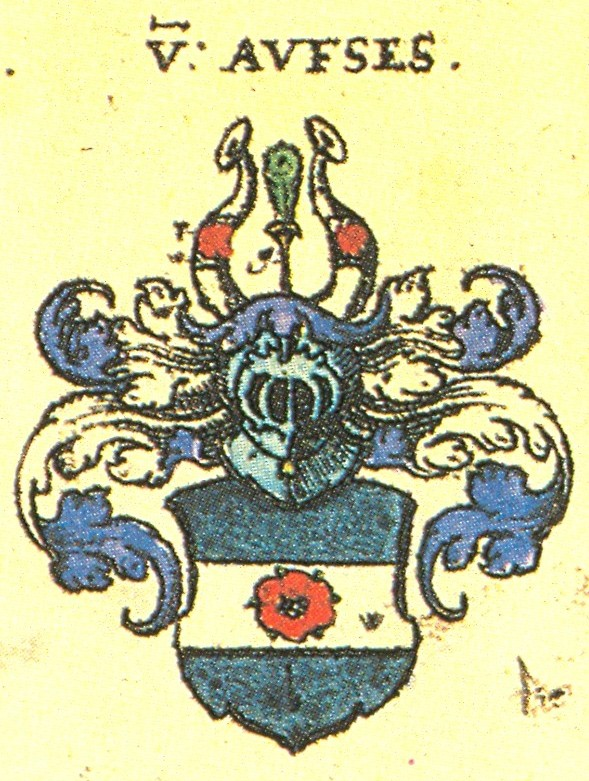
Herb rodu von Aufseß według "Siebmacher Wappenbuch"

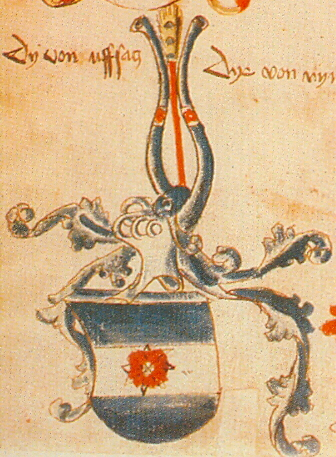
Herb rodu von Aufseß według "Ingeram Codex"

## Przedstawiciele
- Conrad von Aufseß (I poł. XV w.)
- Fryderyk III von Aufseß (ok. 1390 – 1440) – biskup Bambergu
- Jodokus von Aufseß (1671 – 1738) – kanonik w Bambergu
- Hans von und zu Aufseß (1801 – 1872) – założyciel Germanisches Nationalmuseum
- Hans Werner von Aufseß (1909 – 1978) – prawnik, działacz NSDAP i SS.